# Max Geissler-Hauber
Max Geissler-Hauber, född 18 augusti 2002, är en tysk alpin skidåkare.
Geissler-Hauber tog silver i parallellslalom vid olympiska vinterspelen för ungdomar 2020 i Lausanne.